# Чукотско-камчатские языки
Чуко́тско-камча́тские языки — языковая семья на северо-востоке Сибири.
Все чукотско-камчатские языки находятся под сильным влиянием русского, поскольку большинство носителей этих языков владеют им лучше, чем своим родным; большинству языков угрожает вымирание.

## Состав
Семья состоит из пяти языков. Она делится на северную и южную ветви.
На языках чукотско-корякской (северной) ветви говорят в Чукотском и бывшем Корякском автономных округах. Эта ветвь включает четыре близкородственных языка:
- чукотский язык — 5095 носителей[2];
- корякский язык — 1665[2];
- алюторский язык — 25[2];
- керекский язык † — 10[2]

Также редко упоминаются в качестве самостоятельных карагинский (†) и паланский языки.
Ительменская (южная) ветвь включала следующие языки:
- ительменский язык (западноительменский);
- восточноительменский язык †;
- южноительменский язык †.

Из этих языков только на западно-ительменском ещё говорит около 80 человек на юго-западе Камчатки, остальные же вымерли в конце XVIII века. От них сохранились лишь фрагментарные записи. Большинство живых носителей — люди старшего поколения.

## Проблема генетического единства
Некоторые исследователи (А. П. Володин, И. С. Вдовин, Д. Уорт) отрицают генетическое родство между чукотско-корякскими и ительменскими языками. По их мнению, сходства между этими группами объясняются интенсивными контактами, в ходе которых ительменские языки заимствовали значительную часть лексики и морфологии из чукотско-корякских языков, сохранив при этом особенности собственной фонетики и синтаксиса: отсутствие инкорпорации (Фортескью предполагает её существование в прошлом) и сингармонизма (как они считают, вторичен под чукотско-корякским влиянием и не последователен), наличие глоттализованных согласных, возможность скоплений согласных, номинативный строй. Однако предполагаемые заимствования относятся к таким устойчивым структурам языка, как основная лексика из 100-словного списка Сводеша и глагольные аффиксы, поэтому сторонники генетического родства считают, что речь идёт не о заимствованиях, а о существовании единого чукотско-камчатского праязыка; отличия же объясняются субстратным влиянием некоего неизвестного языка на праительменский. Возможна реконструкция общей чукотско-камчатской лексики: существует уже два этимологических словаря чукотско-камчатских языков (М. Фортескью и О. Мудрака). При некоторых различиях в деталях, они, в целом, не противоречат друг другу. О. А. Мудрак постулирует родство с чукотско-корякскими языками и фонетические расхождения ительменских с чукотско-корякскими и их различия сводит, в основном, к внутреннему развитию с частичным признанием воздействия айнского языка на ительменские.
М. Фортескью в «Сравнительном словаре чукотстко-камчатских языков» («Comparative Chukotko-Kamchatkan Dictionary») и О. А. Мудрак в «Своде камчадальской лексики по памятникам XVIII века» показывают существование композитов вида (m) + (r) + R + (m) и некоторых, по-видимому, инкорпоративных образований, причём число корней в составе подобных комплексов, согласно реконструкциям в «Своде», доходит до четырёх.
В то же время, в исследованиях Ш. Венстена отмечается возможность использования номинативно-аккузативного кодирования глагольных актантов в чукотском:
В случае инкорпорирования иногда встречается двойное прямое дополнение, логическое и грамматическое: Валвийӈын лымыӄо нылейвыӄин иӈӄун нытэйӈэтльунинэт нэнэнэт (Ятгыргын 3/89) «Ворон ходил всюду, чтоб найти пищу для детей». Слово нэнэнэт является грамматическим прямым дополнением в абсолютном падеже, тэйӈэт — логичное прямое дополнение.
В случае агглютинации тоже иногда бывает двойное прямое дополнение, логическое и грамматическое: Вэлвэ о’равэтльат рытиркынӈэвнинэт (Лег 20) «Ворон приобрёл солнце для людей». Слово о’равэтльат является грамматическим прямым дополнением, тиркы — логичное прямое дополнение.

Глагол йылык имеет необычную конструкцию: Мыйылгыт ӈэлвыл (Беликов 24) «Я тебе дам стадо». Формально глагол мыйылгыт значит «я тебя дам».
 (в последнем примере, возможно, инкорпорация дательного падежа, тогда вынесенную форму можно толковать как винительный).
Примечательной особенностью чукотско-камчатских является возможность выделения от двух до трёх-четырёх классов активности на основании падежно-числовых форм имён и форм спряжения в глаголах, а также способах выражения категорий относительности и притяжательности. Противопоставление мужского и женского рода отсутствует.

## Связь с другими языковыми семьями
Чукотско-камчатские языки обычно включают в состав палеоазиатских языков, хотя это понятие и не предполагает генетического родства между входящими туда языками.
Джозеф Гринберг выдвинул гипотезу о существовании евроазиатской макросемьи языков, в которую он включил в том числе и чукотско-камчатские языки, а также юкагирские языки и нивхский язык. Это предположение остаётся спорным, так как Гринберг для сравнения языков использовал свой собственный метод массового сравнения лексики, а не общепринятый сравнительно-исторический метод.
Некоторое типологическое сходство наблюдается с эскимосско-алеутскими языками (характерной чертой как чукотско-камчатских (кроме ительменского), так и эскимосско-алеутских является инкорпорирующий (полисинтетический) строй), однако на уровне морфологии сходство незначительно. М. Фортескью включал чукотско-камчатские языки в урало-сибирскую семью, хотя и не с полной уверенностью, после чего вместо этого выдвинул гипотезу о родстве чукотско-камчатских языков и нивхского языка.
В целом, от всех палеоазиатских эти языки отличаются широко распространённой префиксацией.